# Балдин, Михаил Алексеевич
Михаил Алексеевич Балдин (1918—1994) — историк и краевед, автор многих книг по истории Поветлужья.

## Биография
Родился 21 ноября 1918 г. в деревне Загзы Варнавинского уезда.
С 1936 по 1938 годы учился в Семеновском училище по художественной обработке дерева. В это же время познакомился с Георгием Петровичем Матвеевым, тогда директором Семеновского краеведческого музея, после чего заинтересовался краеведением.
В 1937 году Алексей Гаврилович Балдин, отец Михаила Алексеевича Балдина, был репресирован и расстрелян за то, что не пожелал вступать в колхоз (реабилитирован в 1958 году).
В 1939-1940 гг. работал учителем в Звернихинской школе Варнавинского района.
С 1942 по 1945 годы Михаил Алексеевич Балдин находился на фронте. После демобилизации окончил педагогическое училище, а затем исторический факультет Горьковского государственного педагогического института.
Первой публикацией Михаила Алексеевича был очерк в областной газете об ветлужском краеведе Дементьеве.
В 1981 году Всероссийским обществом охраны памятников истории и культуры М. А. Балдин был награжден Грамотой за активное участие в охране и пропаганде памятников истории и культуры.
В 1990 году президиумом общества «Нижегородский краевед» М. А. Балдину было присвоено звание «Действительный член общества «Нижегородский краевед».
В 1993 году выходит первая и единственная из опубликованных при жизни книга М. А. Балдина о Варнавине и всем Поветлужье «Варнавинская старина. Очерки истории Поветлужья».
Умер 20 июля 1994 года. Похоронен на кладбище поселка Ветлужский Краснобаковского района.